# Chapman Square
"Chapman Square" é o álbum de estréia da banda de pop rock inglesa Lawson. Foi lançado em 22 de outubro de 2012 pela gravadora Global Talent e Polydor. O álbum conta com a produção de John Shanks, Ki Fitzgerald, Carl Falk, Rami Yacoub, Duck Blackwell e Paddy Dalton e canções compostas pelos membros da banda, em parceria com Dave Morgan, Talay Riley, Chris Young, Emma Rohan, Farrah (banda inglesa), entre outros.
Um ano depois, em 21 de outubro 2013, o álbum foi relançado, como o nome de Chapman Square Chapter II, com composições de Jon McLaughlin, Anna Krantz e alguns mesmos compositores do primeiro lançamento. O álbum também contou com uma parceria do cantor norte-americano B.o.B.

## Antecedentes
Três singles foram lançados para divulgar o álbum ("When She Was Mine", "Taking Over Me" e "Standing in the Dark").
Em abril de 2012, a banda divulgou as datas de alguns shows feitos na Inglaterra, em cidades como Londres, Manchester, Glawgow, etc. A banda também se apresentou nos festivais T in the Park, na Escócia, V Festival e Calling Festival, na Inglaterra, além de anunciarem uma turnê em suas cidades natais e em Londres, onde moram atualmente. O guitarrista Joel Peat disse sobre o álbum:

"Nós todos estamos tão ansiosos para lançar nosso primeiro álbum. Nós trabalhamos nisso por uns 5 anos e o título do álbum é especial para nós, porque foi o primeiro local em que tocamos juntos como uma banda. Estar em turnê para divulgar o álbum é maravilhoso também. Fazer shows em nossas cidades natais é uma maneira perfeira de celebrar. Performar ao vivo é o que nós mais amamos, então estar apto a tocar nas cidades onde crescemos é muito especial."
Lawson citou várias inspirações para o primeiro álbum, incluindo o cantor John Mayer e a cantora Taylor Swift.

## Composição
Em entrevista ao jornal britânico Metro, Andy Brown, vocalista da banda, falou sobre a composição do álbum. Quando perguntado sobre o que seria a canção "Taking Over Me", Brown responde: "É uma canção engraçada, Muito do álbum é sobre coração partido, sobre minha ex-namorada e como terminamos. Nós escrevemos a canção em duas horas, realmente rápido, com nosso produtor John Shanks." Ao ser questionado se as canções eram sobre Mollie King, sua ex-namorada, ele respondeu: "Sim. Quando terminamos, isso me inspirou a escrever músicas, como 'When She Was Mine'." Andy define a música da banda como pop rock influenciado por bandas como Maroon 5, Kings of Lion e The Script.

## Relançamento
Em 21 de outubro de 2013, a banda relançou o álbum, intitulado "Chapman Square Chapter II". Essa versão contou com as 12 faixas da edição padrão mais 6 canções inéditas, incluindo dois singles: "Brokenhearted" com a participação do rapper B.o.B e "Juliet".

## Singles

### Edição Padrão
Para promoção do álbum, foram lançados 3 singles: o primeiro foi "When She Was Mine", lançado no dia 27 de maio de 2012. Alcançou a quarta posição na parada britânica e na parada escocesa. Em 05 de agosto de 2012 foi lançado o segundo single, "Taking Over Me" que atingiu o top 3 no Reino Unido e Escócia, sendo o single com maior posição nas paradas do primeiro lançamento do álbum. A 8 dias do lançamento do álbum, dia 14 de outubro de 2012, o terceiro single, "Standing in the Dark" foi lançado e alcançou apenas a sexta posição na parada britânica e a quinta na escocesa.
Após o lançamento do álbum, a banda lançou a canção "Learn To Love Again" como single. Lançada em 3 de fevereiro de 2013, a canção atingiu a décima terceira posição na parada britânica e a nona na parada na escocesa. "Learn to Love Again" foi a primeira canção da banda a entrar nas tabelas australianas, alcançando a décima segunda posição.

### Relançamento
Em 7 de julho de 2013, foi lançado um single inédito, intitulado "Brokenhearted", com a participação do rapper B.o.B. A canção foi o primeiro single da edição de relançamento do álbum. A canção alcançou a sexta posição na tabela britânica. A canção foi apresentada no Wembley Stadium para o Capital FM Summertime Ball, com a presença de B.o.B. Uma versão sem o cantor B.o.B também foi lançada na versão deluxe.
"Juliet" foi a segunda e última canção lançada pela banda. Seu lançamento se deu no dia 13 de outubro de 2013 enquanto a banda estava em turnê nos Estados Unidos. A canção atingiu o top 3 na parada britânica, sendo assim, em relação a tabelas musicais, o segundo sucesso da banda, empatando com "Taking Over Me". O vídeo conta com a participação da modelo e atriz Kelly Brook.

## Lista de faixas
| Edição Padrão  |                        |                                                                       |                                          |         |  |
| N.º            | Título                 | Compositor(es)                                                        | Produtor(es)                             | Duração |  |
| 1.             | "Standing In The Dark" | Andy Brown, Ki Fitzgerald, Ryan Fletcher, Dave Morgan                 | John Shanks, Jeremy Wheatley, Fitzgerald | 3:32    |  |
| 2.             | "Gone"                 | Brown                                                                 | Shanks                                   | 4:10    |  |
| 3.             | "Taking Over Me"       | Brown, John Shanks                                                    | Shanks                                   | 3:10    |  |
| 4.             | "Everywhere You Go"    | Brown, Fitzgerald, Talay Riley, Chris Young                           | Shanks, Fitzgerald, Young                | 3:14    |  |
| 5.             | "Waterfall"            | Jez Ashurst, Brown, Emma Rohan                                        | Shanks                                   | 3:20    |  |
| 6.             | "When She Was Mine"    | Duck Blackwell, Brown, Paddy Dalton, Fitzgerald                       | Shanks, Blackwell, Dalton                | 3:38    |  |
| 7.             | "Make It Happen"       | Ashurst, Brown                                                        | Shanks                                   | 3:46    |  |
| 8.             | "Learn To Love Again"  | Joakim Ber, Brown, Carl Falk, Rami Yacoub, Eric Turner, Michel Zitron | Falk, Rami                               | 3:25    |  |
| 9.             | "Stolen"               | Blackwell, Brown, Dalton, Fitzgerald                                  | Shanks                                   | 3:55    |  |
| 10.            | "You'll Never Know"    | Brown                                                                 | Shanks                                   | 3:37    |  |
| 11.            | "You Didn't Tell Me"   | Brown                                                                 | Shanks                                   | 3:26    |  |
| 12.            | "The Girl I Knew"      | Brown                                                                 | Shanks                                   |         |  |
| Duração total: | Duração total:         | Duração total:                                                        | Duração total:                           | 43:03   |  |

| Edição deluxe  |                                       |                                       |                |         |  |
| N.º            | Título                                | Compositor(es)                        | Produtor(es)   | Duração |  |
| 13.            | "Anybody Out There?"                  | Brown                                 | Shanks         | 2:44    |  |
| 14.            | "Who You Gonna Call?"                 | Brown, Ashurst, Jon McLaughlin        | Shanks         | 3:20    |  |
| 15.            | "Red Sky"                             | Blackwell, Brown, Anna Krantz, Dalton | Shanks         | 3:16    |  |
| 16.            | "Touch"                               | Brown, Shanks                         | Shanks         | 3:37    |  |
| 17.            | "Taking Over Me" (Versão acústica)    | Brown, Shanks                         | Shanks         | 3:18    |  |
| 18.            | "When She Was Mine" (Versão acústica) | Brown, Fitzgerald, Dalton, Blackwell  | Shanks         | 3:49    |  |
| Duração total: | Duração total:                        | Duração total:                        | Duração total: | 61:87   |  |

### Chapman Square Chapter II
| Edição Padrão  |                             |                                                                       |                                          |         |  |
| N.º            | Título                      | Compositor(es)                                                        | Produtor(es)                             | Duração |  |
| 1.             | "Standing In The Dark"      | Andy Brown, Ki Fitzgerald, Ryan Fletcher, Dave Morgan                 | John Shanks, Jeremy Wheatley, Fitzgerald | 3:32    |  |
| 2.             | "Gone"                      | Brown                                                                 | Shanks                                   | 4:10    |  |
| 3.             | "Taking Over Me"            | Brown, John Shanks                                                    | Shanks                                   | 3:10    |  |
| 4.             | "Everywhere You Go"         | Brown, Fitzgerald, Talay Riley, Chris Young                           | Shanks, Fitzgerald, Young                | 3:14    |  |
| 5.             | "Waterfall"                 | Jez Ashurst, Brown, Emma Rohan                                        | Shanks                                   | 3:20    |  |
| 6.             | "When She Was Mine"         | Duck Blackwell, Brown, Paddy Dalton, Fitzgerald                       | Shanks, Blackwell, Dalton                | 3:38    |  |
| 7.             | "Make It Happen"            | Ashurst, Brown                                                        | Shanks                                   | 3:46    |  |
| 8.             | "Learn To Love Again"       | Joakim Ber, Brown, Carl Falk, Rami Yacoub, Eric Turner, Michel Zitron | Falk, Rami                               | 3:25    |  |
| 9.             | "Stolen"                    | Blackwell, Brown, Dalton, Fitzgerald                                  | Shanks                                   | 3:55    |  |
| 10.            | "You'll Never Know"         | Brown                                                                 | Shanks                                   | 3:37    |  |
| 11.            | "You Didn't Tell Me"        | Brown                                                                 | Shanks                                   | 3:26    |  |
| 12.            | "The Girl I Knew"           | Brown                                                                 | Shanks                                   |         |  |
| 13.            | "Brokenhearted" (com B.o.B) | Blackwell, Brown, Dalton, Fitzgerald                                  | Harry Sommerdahl                         | 3:21    |  |
| 14.            | "Juliet"                    | Brown, Falk, Turner, Zitron                                           | Falk                                     | 3:16    |  |
| 15.            | "Love Locked Out"           | Brown, Matt Schwartz                                                  | Schwartz                                 | 3:38    |  |
| 16.            | "Are You Ready?"            | Blackwell, Brown, Dalton, Ed Drewett, Fitzgerald                      | Blackwell                                | 3:34    |  |
| 17.            | "Back To Life"              | Brown, Gary Clark, Fitzgerald, Harry Sommerdahl                       | Sommerdahl                               | 3:06    |  |
| 18.            | "Parachute"                 | Brown, Andreas Carlsson, Falk, Eric Turner                            | Falk                                     | 3:31    |  |
| Duração total: | Duração total:              | Duração total:                                                        | Duração total:                           | 67:00   |  |

| Edição deluxe  |                                          |                                      |                   |         |  |
| N.º            | Título                                   | Compositor(es)                       | Produtor(es)      | Duração |  |
| 19.            | "Standing in the Dark" (Versão acústica) | Brown, Fitzgerald, Fletcher, Morgan  | Fitzgerald, Young | 2:24    |  |
| 20.            | "When She Was Mine" (Versão acústica)    | Blackwell, Brown, Dalton, Fitzgerald | Shanks            | 3:49    |  |
| 21.            | "Brokenhearted" (Versão acústica)        | Blackwell, Brown, Dalton, Fitzgerald | Sommerdahl        | 3:31    |  |
| 22.            | "Taking Over Me" (Versão acústica)       | Brown, Shanks                        | Shanks            | 3:18    |  |
| 23.            | "Learn to Love Again" (Versão acústica)  | Brown, Shanks                        | Shanks            | 3:37    |  |
| 24.            | "Juliet" (Versão acústica)               | Brown, Fitzgerald, Dalton, Blackwell | Shanks            | 3:51    |  |
| 25.            | "Stolen" (Versão acústica)               | Brown, Shanks                        | Shanks            | 4:02    |  |
| 26.            | "Chapman Square Tour Film" (Vídeo)       |                                      |                   | 13:17   |  |
| Duração total: | Duração total:                           | Duração total:                       | Duração total:    | 103:29  |  |

## Desempenho

### Nas tabelas musicais
| Parada musical (2012)           | Melhor posição |
| ------------------------------- | -------------- |
| Escócia - Scottish Albums Chart | 5              |
| Irlanda - IRMA Albums Chart     | 23             |
| Reino Unido - UK Albums Chart   | 4              |

| País (Provedor)   | Certificação | Vendas    |
| ----------------- | ------------ | --------- |
| Reino Unido (BPI) | Ouro         | + 100.000 |

## Histórico de lançamento

### Edição Original
| País           | Data                   | Gravadora       | Formato               | Edição          |
| -------------- | ---------------------- | --------------- | --------------------- | --------------- |
| Reino Unido    | 22 de outubro de 2012  | Polydor Records | CD/Download digital   | Padrão e Deluxe |
| Irlanda        | 22 de outubro de 2012  | Polydor Records | CD e Download digital | Padrão e Deluxe |
| Austrália      | 22 de outubro de 2012  | Polydor Records | Download digital      | Padrão          |
| Estados Unidos | 20 de novembro de 2012 | Polydor Records | CD                    | Padrão          |

### Edição Relançada
| País           | Data                  | Gravadora       | Formato          | Edição          |
| -------------- | --------------------- | --------------- | ---------------- | --------------- |
| Reino Unido    | 21 de outubro de 2013 | Polydor Records | CD               | Deluxe          |
| Irlanda        | 21 de outubro de 2013 | Polydor Records | CD               | Padrão e Deluxe |
| Reino Unido    | 21 de outubro de 2013 | Polydor Records | Download digital | Padrão e Deluxe |
| Irlanda        | 21 de outubro de 2013 | Polydor Records | Download digital | Padrão e Deluxe |
| Estados Unidos | 29 de outubro de 2013 | Polydor Records | CD               | Padrão          |